# 塚本能交
塚本 能交（つかもと よしかた、1948年1月29日 - ）は、日本の実業家。ワコールホールディングス名誉会長。京都商工会議所特別顧問、公益財団法人京都服飾文化研究財団理事長、一般社団法人日本ボディファッション協会会長、一般社団法人京都知恵産業創造の森理事長などを務める。

## 略歴
京都府京都市出身。京都教育大学附属京都小学校・中学校、京都府立鴨沂高等学校を経て1971年（昭和46年）芦屋大学教育学部卒業、株式会社ワコール入社。伊藤忠商事貿易本部繊維貿易部出向。
- 1977年 - 同社大阪店物流課に配属。取締役に就任。
- 1981年 - 同社常務取締役。
- 1984年 - 同社代表取締役副社長。
- 1987年 - 同社代表取締役社長。
- 1996年 - 京都商工会議所議員に就任。
- 2003年 - 同社代表取締役社長執行役員。
- 2005年 - 株式会社ワコールの「株式会社ワコールホールディングス」への商号変更および持株会社制への移行に伴い、同社代表取締役社長に就任。新設した傘下の「株式会社ワコール」における代表取締役社長執行役員を兼任。
- 2011年 - ワコールホールディングス代表取締役社長兼ワコール代表取締役会長。
- 2018年 - ワコールホールディングス代表取締役会長[5][6]。
- 2020年 - 京都商工会議所会頭に就任[7]
- 2022年 - ワコールホールディングス代表取締役及び取締役を退任し、名誉会長に就任[8]。
- 2023年 - 12月9日、京都市長選挙への立候補を表明している松井孝治の選挙母体となる「文化首都京都を創る会」の総会が開かれ、塚本は会長に就任した[9]。

## 人物
- ワコール創業者・塚本幸一の長男[6]。
- レーシングカーコンストラクター・童夢創業者林みのるは塚本の元義兄弟（塚本の妹・洋子が林の妻。1992年結婚、2013年離婚）[10]。
- 堀場製作所代表取締役会長兼グループCEOの堀場厚は小・中学校の同級生[11][12]。ともに京都を本拠とする企業の創業者の長男として生まれる等共通点が多く親交は深い。現在（2025年1月6日時点）の京都商工会議所では塚本が特別顧問、堀場が会頭である[1]。

## 馬主活動と主な所有馬

塚本の勝負服

日本中央競馬会（JRA）に登録している馬主としても知られる。勝負服の柄は緑、桃菱山形、袖桃二本輪、冠名には「アンクル」または「ウインクル」を用いる。

### 主な所有馬
- アンクルブラック（2025年京都ハイジャンプ）

## 受賞歴
- ベストドレッサー賞 （政治・経済部門：2017年）[13]